# Vultures 1
Vultures 1 é o primeiro álbum de estúdio do supergrupo de hip-hop ¥$, formado pelo rapper Kanye West e pelo cantor Ty Dolla Sign. Foi lançado em 10 de fevereiro de 2024 através da marca YZY, de West. O álbum inclui participações de Freddie Gibbs, YG, Quavo, Playboi Carti, Travis Scott, Bump J, Lil Durk, Rich the Kid, Chris Brown e North West, filha de Kanye West. O álbum foi produzido por Kanye West, Ty Dolla Sign, entre outros. O álbum de estúdio é o primeiro de ambos, depois de Donda e Cheers to the Best Memories, a ser lançado de maneira independente.
West e Ty Dolla Sign começaram a gravar o álbum na Itália em outubro de 2023, com o processo de produção indo para a Arábia Saudita por três meses. O álbum sofreu vários atrasos e alterações na lista de faixas antes do lançamento, devido aos esforços de West para garantir um distribuidor. O lançamento foi divulgado pela primeira vez no final de 2023, primariamente sob o título ¥$, definido como Vultures e finalmente renomeado para Vultures 1, como o primeiro volume de uma trilogia de álbuns. As faixas "Everybody" e "New Body" foram anunciadas para o álbum, mas não puderam ser incluídas devido a problemas de liberação. West e Ty Dolla Sign apresentaram uma prévia das faixas na festa de audição Vultures Rave em dezembro de 2023, dois meses antes de realizar vários eventos públicos em Chicago, Nova York e Milão. O álbum foi inicialmente distribuído pela plataforma FUGA, supostamente violando o contrato de serviço da distribuidora, e foi retirado dos serviços de streaming em 15 de fevereiro de 2024. No entanto, foi redistribuído pela Label Engine no mesmo dia. 
Em contraste com os dois álbuns anteriores de West, Jesus Is King (2019) e Donda (2021), Vultures 1 o encontra se distanciando de temas religiosos e abordando suas controvérsias recentes, bem como abordagens acerca de dinheiro, relacionamentos, sexo e fama. Também foi o primeiro álbum que retornou a uma linguagem explícita, com seus dois álbuns anteriores apresentando apenas faixas com palavrões censurados. A arte da capa mostra West vestido todo de preto com uma máscara de hóquei, acompanhado por sua companheira, Bianca Censori, semi-nua. A faixa-título foi lançada como o primeiro single do álbum em novembro de 2023, seguida três meses depois por "Talking / Once Again" e "Carnival", o último dos quais liderou a Billboard Hot 100 dos Estados Unidos. Alguns clipes musicais foram produzidos para os três singles e para uma nova versão de "Vultures", produzida por Havoc, ex-membro do Mobb Deep e colaborador frequente de West.
Lançado após os comentários anti-semitas de West, Vultures 1 recebeu avaliações mistas dos críticos musicais, que frequentemente criticavam sua falta de originalidade e letras sobre suas controvérsias. No entanto, alguns elogiaram a produção e as contribuições de Ty Dolla Sign. O álbum marcou a 11ª estreia consecutiva de West em primeiro lugar na Billboard 200 dos Estados Unidos, assim desempatando com Eminem. Ele ainda liderou as paradas em 17 regiões, incluindo Austrália, Canadá e Alemanha, aonde West alcançou o primeiro lugar nas paradas pela primeira vez. Todas as 16 faixas do álbum estrearam na Billboard Hot 100, aumentando o número de entradas de West para 157 em sua carreira. O próximo álbum, Vultures 2, será lançado em 2024, com Vultures 3 programado para lançamento no final do ano. Os artistas estão programados para embarcar na turnê mundial Vultures de 2024 até 2025, planejada para cidades como Nova York e Londres.

## Antes do lançamento
Em 25 de agosto de 2023, a NBC News informou que West estava trabalhando com música e planejava lançar um novo álbum, dizendo que "nova música está por vir". Em 26 de setembro, um post no site Forbes.com disse que West estava "trabalhando duro em seu próximo álbum" e disse que ele seria lançado "quando for cedo, potencialmente sem nenhum aviso prévio". Em 15 de outubro, a TMZ relatou que um álbum colaborativo entre West e Ty Dolla Sign estava pronto para lançar "agora". Em 13 de outubro de 2023, a revista de música Billboard informou que West e Dolla Sign estavam planejando lançar um álbum colaborativo e estavam enviando a ideia para gravadoras para distribuição. As distribuidoras haviam se distanciado de West devido a seus comentários anti-semitas amplamente divulgados no final de 2022. O álbum aparentemente foi adiado porque o Universal Music Group, a empresa-mãe da Def Jam Recordings, o selo anterior de West, declarou que eles não estavam mais trabalhando com ele. Em outubro, West e Dolla Sign foram vistos em estúdios de gravação na Itália, juntamente com outros artistas. Um show na RCF Arena em Reggio Emilia teria sido planejado para 20 de outubro, mas foi adiado por uma semana e depois cancelado.
Em uma postagem no Instagram em 23 de outubro, Dolla Sign confirmou a existência do álbum e também anunciou um "evento de escuta em vários estádios" a ser realizado em 3 de novembro para promoção do álbum, semelhante a festas de escuta que West sediou durante o lançamento de seu décimo álbum de estúdio, Donda. O post continha um fundo preto com texto branco que dizia "¥$". Antes dos eventos, West e Ty Dolla Sign foram vistos em Riade, na Arábia Saudita, levando alguns fãs a acreditar que os eventos seriam lá. Os eventos foram cancelados, com os planos da dupla de lançar o álbum naquela noite sendo descartados.

## Lista de faixas
| N.º            | Título                 | Compositor(es) | Produtor(es)                                                                | Duração |  |
| 1.             | "Stars"                | Ye Tyrone Griffin, Jr. Barrington Hendricks FNZ Matthew Leon Quentin Miller Dijon Duenas Henry Kwapis Jack Karaszewski                          | Ye JPEGMAFIA FNZ Sean Leon SHDØW                                            | 1:55    |  |
| 2.             | "Keys to My Life"      | Ye Griffin India Love Timothy Mosley | Ye Timbaland Hubi SHDØW VEYIS Vinnyforgood                                  | 2:54    |  |
| 3.             | "Paid"                 | Ye Griffin Anthony Kilhoffer Christopher Dotson Denzel Curry Cedric Hailey Joel Hailey                                                          | Ye Stryv Wax Motif Chrishan Anthony Kilhoffer                               | 3:15    |  |
| 4.             | "Talking / Once Again" | Ye Griffin Cydel Young Ernest Wilson James Litherland Darhyl Camper Jr. Edward Davadi Anthony Clemons, Jr. Shawntoni "Mamii" Nichols North West | Ye DJ Camper James Blake No I.D. Edsclusive                                 | 3:05    |  |
| 5.             | "Back to Me"           | Ye Griffin Fredrick Tipton Quavious Marshall Charles Njapa Daniel Chien Asif Aswad Michael Dean                                                 | Ye 88-Keys Wax Motif AyoAA                                                  | 4:55    |  |
| 6.             | "Hoodrat"              | Ye Griffin Njapa Malik Yusef Robert Booker | Ye 88-Keys                                                                  | 3:42    |  |
| 7.             | "Do It"                | Ye Griffin Keenon Jackson Ermias Asghedom Wesley Glass Dijon McFarlane Dotson Kevin Gomringer Tim Gomringer Lukas Leth DTP Fre$h                | Ye Wheezy Mustard Cubeatz Lukas BLDTP                                       | 3:45    |  |
| 8.             | "Paperwork"            | Ye Griffin Marshall Nasir Pemberton Victor Hugo dos Santos Bruno Gioia                                                                          | Ye Digital Nas DJ Roca DJ VITINHO BDP                                       | 2:25    |  |
| 9.             | "Burn"                 | Ye Griffin Dotson Tyshane Thompson Azul Wynter Morten Ristorp Samuel Lindley                                                                    | Ye Azul BEAM Chrishan Morten “Rissi” Ristorp The Legendary Traxster         | 1:51    |  |
| 10.            | "Fuk Sumn"             | Ye Griffin Jordan Carter Jacques Webster Mosley Pemberton Miller Dotson Hendricks Robert Cooper Paul Beauregard Aswad                           | Ye Timbaland Hubi SHDØW VEYIS Digital Nas Chrishan JPEGMAFIA                | 3:29    |  |
| 11.            | "Vultures"             | Ye Griffin Terrance Boykin Durk Banks Young Mark Williams Raul Cubina Gustave Rudman Rambali Jason Harris Marlon Barrow Orlando Wilder Glass    | Ye Ty Dolla Sign Ambezza Marlonwiththeglasses Ojivolta Rambali Wheezy Juice | 4:36    |  |
| 12.            | "Carnival"             | Ye Griffin Dimitri Roger Carter Pemberton Grant Dickinson Mark Williams Cubina                                                                  | Ye TheLabCook Ojivolta Digital Nas                                          | 4:24    |  |
| 13.            | "Beg Forgiveness"      | Ye Griffin Christopher Brown Pemberton Hendricks London Holmes                                                                                  | Ye Digital Nas London on da Track JPEGMafia                                 | 6:08    |  |
| 14.            | "Good (Don't Die)"     | Ye Griffin Wilson | Ye NO I.D.                                                                  | 3:19    |  |
| 15.            | "Problematic"          | Ye Griffin Njapa Adam Slonka | Ye Slonka (Manuel) 88-Keys                                                  | 3:14    |  |
| 16.            | "King"                 | Ye Griffin Glass Lester Nowhere Hendricks | Wheezy Lester Nowhere JPEGMafia                                             | 2:36    |  |
| Duração total: | Duração total:         | Duração total: | Duração total:                                                              | 55:33   |  |